# Vivir (canción)
«Vivir» es el cuarto sencillo oficial de la cantante mexicana Belinda, de su álbum homónimo debut, Belinda.

## Información
La canción fue el tema central de la teleserie juvenil Corazones al límite.
La canción fue un verdadero suceso, en el México Top 100, la canción estuvo durante 5 semanas en el N.º 1, a diferencia de "Ángel", que estuvo 6 semanas en dicho conteo.

## Video musical
El video musical fue filmado en México bajo la producción de la compañía Lemon Films, dirigido por Alejandro Lozano, y estrenado en julio de 2004.

### Conteos
| Lista (2004 - 2005)                | Posición |
| ---------------------------------- | -------- |
| Los 100 + Pedidos del 2004 (Norte) | 33       |
| Los 100 + Pedidos del 2005 (Norte) | 68       |

## Sencillo
Se lanzó un sencillo de manera promocional para las radifusoras de México, el cual se puede encontrar actualmente en venta en algunos sitios de internet. En la portada, de colores rosa y blanco, se alcanza a distinguir el rostro de Belinda. Contiene dos tracks.

### Lista de canciones
CD Sencillo, promo
1. «Vivir» (Any Better)
2. «Vivir» (Versión Acústica)

## Versiones oficiales
- «Vivir» (Álbum Versión)
- «Vivir» (Acústica)
- «Vivir» (Acoustic Version Remix)

## Nominaciones
- Premios TVyNovelas 2004: Mejor Tema de Telenovela - Nominada[9]

## Adaptaciones
- La cantante greco-estadounidense Kalomoira lanzó una versión en inglés titulada Someday (Algún día) en  2004, para su álbum homónimo debut, gracias a esta versión Kalomoira recibió disco de oro en Grecia, la canción fue el hit del año en aquel país.